# 부갈루 운동

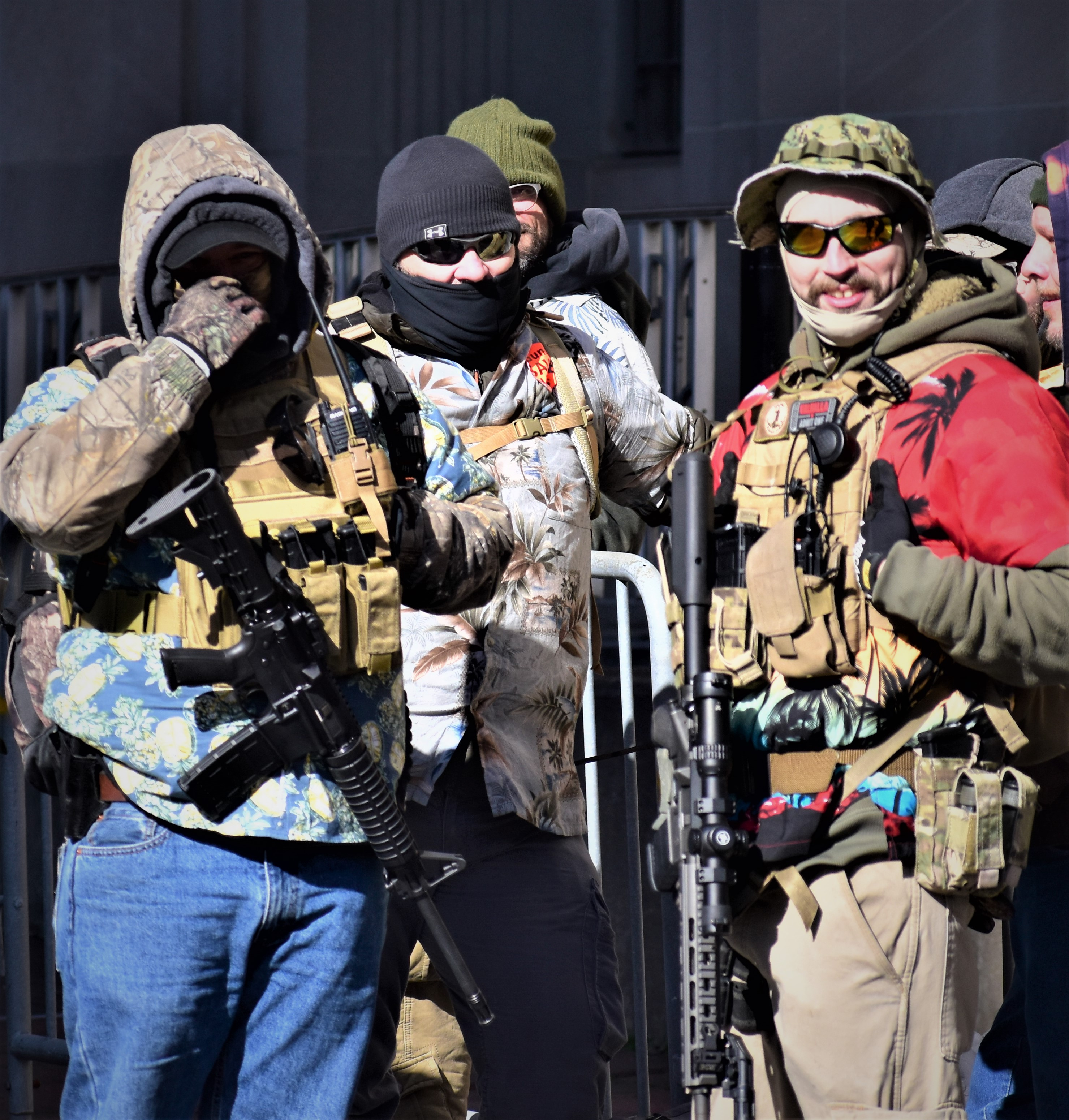
부갈루 운동 참가자들은 알로하 셔츠와 전투복을 착용하여 2020년 1월 20일 리치먼드, 버지니아에서 열린 VCDL 로비의 날 총기 권리 시위와 같은 시위에서 자신을 식별한다.

부갈루 운동(Boogaloo movement)은 지지자들이 흔히 부갈루 보이즈(boogaloo boys, boogaloo bois)라고 불리며, 미국의 느슨하게 조직된 극우 반정부 운동이다. 또한 민병대로도 묘사된다. 지지자들은 "부갈루" 또는 "더 부그"라고 부르는 두 번째 남북 전쟁 또는 두 번째 미국 독립 혁명을 준비하거나 선동하려 한다고 말한다.
이 운동은 친총기, 반정부 단체들로 구성된다. 각 그룹의 구체적인 이념은 다양하며, 인종과 같은 주제에 대한 견해도 크게 다르다. 일부는 백인 우월주의 또는 신나치주의 단체이며, 임박한 불안이 인종 전쟁이 될 것이라고 믿는다. 인종차별과 백인 우월주의를 비난하는 단체도 있지만, 일부 운동 구성원들이 Black Lives Matter와 같은 반인종차별주의 단체와 운동을 지지하려는 시도는 경계와 회의적인 시선을 받았으며, 연구자와 언론인들은 이들이 진정한 것인지 또는 운동의 실제 목표를 은폐하려는 의도인지 확실하지 않다.
이 운동은 주로 온라인에서 조직되지만, 지지자들은 봉쇄 반대 시위와 조지 플로이드 시위를 포함한 오프라인 행사에도 나타났다. 중무장한 부갈루 회원들은 종종 알로하 셔츠와 전투복 차림으로 식별된다.
부갈루는 4chan에서 등장하여 이후 다른 플랫폼으로 확산되었다. 이 용어의 사용은 2012년으로 거슬러 올라가지만, 이 운동은 2019년 후반까지 주류의 주목을 받지 못했다. 지지자들은 소셜 미디어 단속을 피하기 위해 부갈루와 그 변형된 용어를 사용하여 연방 정부에 대한 폭력적인 봉기를 의미하며, 이는 종종 정부의 총기 압류 이후에 일어날 것으로 예상된다.
부갈루 운동과 관련된 개인들은 2021년 1월 6일 미국 국회의사당 공격, 보안 계약자 및 경찰관 살인 사건, 미시간 주지사 그레천 휘트머 납치 계획, 조지 플로이드 폭동 참여 관련 사건을 포함한 범죄 혐의로 기소되었다. 2020년 중반, 여러 기업들이 소셜 미디어 및 채팅 플랫폼에서 이 운동의 활동과 가시성을 제한하기 위해 조치했다.

## 개요

### 명칭 및 정체성

부갈루 깃발의 한 버전

부갈루라는 용어는 비평가들에게 표절작으로 비난받았던 1984년 속편 영화 브레이킨 2: 일렉트릭 부갈루를 암시한다. 그 후, 이름 뒤에 "2: 일렉트릭 부갈루"를 붙이는 것은 어떤 종류의 속편, 특히 원작을 강력하게 모방하는 속편에 대한 유머러스한 구어적 템플릿이 되었다. 부갈루 운동은 "남북 전쟁 2: 일렉트릭 부갈루"라고 불리고 지지자들 사이에서 "부갈루"로 대중적으로 알려진 두 번째 남북 전쟁 또는 두 번째 미국 독립 혁명에 대한 기대를 바탕으로 정체성을 채택했다.
부갈루 운동 참가자들은 소셜 미디어 사이트에서 부갈루 관련 콘텐츠를 제한하거나 금지하기 위해 부과하는 단속 및 자동 콘텐츠 플래그를 피하기 위해 부그, 부자헤딘, 빅 이글루, 블루 이글루, 빅 루아우 등 유사한 소리의 파생어를 사용한다. 소셜 미디어 회사들의 부갈루 콘텐츠 제한 강화 노력으로 지지자들은 이 운동을 지칭하기 위해 매운 fiesta와 같이 원래 단어에서 더 멀리 떨어진 용어를 사용하게 되었다. 부갈루 운동은 이러한 파생어를 바탕으로 이글루 눈 오두막과 하와이안 프린트를 통합한 로고와 기타 이미지를 만들었다. 부갈루 지지자들은 때때로 검은색과 흰색의 미국 국기를 들고 다니는데, 가운데 줄무늬는 빨간색 열대 프린트 줄무늬로 대체되었고 별은 이글루로 대체되었다. 줄무늬에는 때때로 에릭 가너, 비키 위버, 로버트 라보이 피니쿰, 브레오나 테일러, 덩컨 렘프를 포함하여 경찰에 의해 살해된 사람들의 이름이 나열되어 있다.
지지자들은 중무장하고 전술 장비를 착용하며 시위에 참석하고, 때로는 군복과 함께 하와이안 셔츠를 착용하여 자신을 식별한다. 부갈루 운동은 또한 극우에서 인기 있는 이미지인 페페 더 프로그 밈을 사용하기도 했다.

### 정치적 신념
부갈루 운동의 단체들은 극우파이며, 반정부적이고 총기 친화적이다. 일부 단체는 또한 대안우파, 아나키스트, 자유지상주의, 또는 우파 자유지상주의로 묘사되었다. 미들베리 CTEC의 디지털 연구원 알렉스 뉴하우스에 따르면, "'부갈루' 운동이 극우 운동이라는 것을 아는 방법은 그들이 웨이코와 루비 리지에서 직접적인 연관성을 찾기 때문이다. 그들은 오클라호마시티 연방정부청사 폭탄 테러와 루비 리지에 대한 무장 대응을 미국 역사에서 영웅적인 순간으로 여기며, 이는 시민들이 정부 억압에 맞서는 모습으로 본다." 뉴하우스는 또한 운동 지지자들이 봉쇄 반대 시위와 조지 플로이드 시위에서 사기업에 무장 보호를 제공하기로 선택한 것을 이 운동이 우익이라는 증거로 보았는데, 이는 좌파들은 대기업을 자본주의적 착취의 필수적인 구성 요소로 간주하는 경향이 있어 그렇게 하지 않을 것이기 때문이라고 말했다. 뉴하우스에 따르면, 사유 재산의 중요성에 대한 이러한 강조는 부갈루 운동을 "매우 극단적인 우파 자유지상주의 이념"으로 만드는 부분이다.
단체와 개인은 종종 자유지상주의자라고 스스로를 밝히지만, 일부 개인은 아나르코자본주의와 미나키즘을 포함한 관련 이념의 지지자라고 묘사하기도 했다. 또한 "몇몇 명백한 아나키스트"가 있으며, 일부는 스스로를 "아나키스트"라고 부른다. 피트카비지는 "'부갈루' 수사를 채택한" "아나키스트"를 일반적으로 우파 아나르코자본주의자이며, 그가 "좌파 아나키스트"라고 부르는 사람들이 아니라고 묘사했다. 맥냅은 "대부분의 부갈루 구성원들은 경찰을 증오하는 자유지상주의적 아나키스트이다"라고 언급했다. SPLC는 "이 운동의 기원과 온라인 커뮤니티를 보면 그들의 정치가 단순한 자유지상주의보다 훨씬 더 복잡하다는 것이 분명하다"고 지적한다. 더 데일리 비스트는 2020년 10월에 이 운동 내 그룹들의 다양한 이념이 전반적인 이념에 대한 혼란을 야기하며, 일부 지지자들이 더 많은 추종자를 끌어들이기 위해 운동의 이념을 의도적으로 모호하게 만든다고 보도했다.
2020년 6월, 국토안보부 (DHS)는 부갈루 운동에 대한 폴리티코 기사에 대한 답변으로 기관의 정보 보고서가 "부갈루 운동을 좌익 또는 우익으로 식별하지 않는다"고 트윗하며 "이들은 단순히 이념 스펙트럼의 양쪽 끝에서 온 폭력적인 극단주의자들이다"라고 밝혔다. 가디언은 DHS의 운동 묘사를 반박하며, 극단주의 전문가들이 부갈루 운동이 우익이라는 점에 동의한다고 말했다. 전 DHS 분석가였던 대릴 존슨은 가디언에 DHS의 부갈루 운동이 우익이 아니라는 주장이 "정치적 플레이"라고 믿는다고 말했다. 존슨은 또한 부갈루 운동이 "주로 민병대에 속한 사람들의 초국가주의적 백인 운동이다. 다른 동정심을 가진 사람이 그 일부가 될 수 있을까? 물론이다. 그것은 주로 우익이다."라고 진술했다.
부갈루 그룹의 구성원들은 일반적으로 가속주의를 믿으며 임박한 내전과 궁극적으로 사회 붕괴를 가속화할 모든 행동을 지지한다. 이코노미스트에 따르면, 부갈루 그룹 구성원들은 이를 위해 "허위 정보와 음모론 유포, 인프라 공격(311 라인 공격과 같은) 및 외로운 늑대 테러리즘"을 지지해 왔다. 운동 참가자 중 일부는 이 그룹과 그 이념이 단지 온라인 농담에 불과하다고 주장하지만, 일부 법 집행관과 연구자들은 이 그룹과 관련된 사람들이 실제 폭력을 저지를 계획에 연루되었다고 주장한다. 기술 투명성 프로젝트(Tech Transparency Project)는 부갈루 페이스북 페이지의 공개 게시물은 풍자적인 경향이 있지만, 비공개 부갈루 그룹의 회원들은 "미국 당국에 대한 반란을 조직하고 실행하는 방법에 대한 자세한 정보와 전술을 교환한다"고 관찰했다. 일부 비공개 그룹은 대화가 진지한 주제에 집중될 수 있도록 밈 공유를 금지한다. 네트워크 전염병 연구소(NCRI) 또한 진지한 콘텐츠와 농담 콘텐츠의 혼합에 대해 언급하며, "이러한 모호성이 문제의 핵심 특징이다: 면역 체계로부터 숨어 있는 바이러스처럼, 유머러스한 밈 언어의 사용은 네트워크가 내부 농담과 그럴듯한 부인의 환상 뒤에서 은밀하게 폭력을 조직할 수 있도록 허용한다"고 기록했다. 반명예훼손연맹에 따르면, 부갈루 지지자들이 유머를 사용하는 것은 일부 신념의 폭력적인 근간을 완화시켜 콘텐츠를 더 소화하기 쉽게 만든다. 많은 사람들이 명시적인 폭력 요청을 거부할 수 있지만, 일부는 그러한 폭력적인 감정을 유머로 감춘 밈에 더 수용적일 수 있다.
일부 부갈루 그룹은 백인 우월주의자 또는 신나치주의자이며, 특히 "부갈루"가 인종 전쟁이 될 것이라고 믿는다. 일부 부갈루 그룹은 인종차별주의를 비난했다. 가디언에 따르면, "극단주의 단체를 감시하는 전문가들 사이에서도 '부갈루' 운동 전체가 '백인 우월주의'로 묘사되어야 하는지에 대한 실제적인 이견이 있다." ADL과 미들베리의 테러, 극단주의 및 대테러 연구 센터 (CTEC)의 분석가들은 "'부갈루' 지지자들의 상당수가 진정으로 백인 우월주의자가 아니다"라고 주장했다. 연구자들은 이 운동을 두 가지 날개로 묘사했다: "하나는 인종 전쟁을 옹호하고 다른 하나는 사회 붕괴와 정부에 대한 반란에 집착하는 것." 그러나 "다른 전문가들은 일부 '부갈루' 지지자들이 다인종 운동이 되고 싶다는 허울을 진지하게 받아들여서는 안 된다고 말한다." 남부빈곤법률센터 (SPLC)는 "Black Lives Matter 또는 경찰 폭력에 반대하는 반파시스트 시위자들과 연대하는 데 관심 있는 [부갈루 운동의] 지지자는 거의 없다"고 말했다. 하버드 케네디 스쿨 쇼렌스테인 미디어, 정치 및 공공 정책 연구 센터 소장인 조안 도노반에 따르면, "우리는 상상된 청중을 위해 모호하게 말하고 있다. 이 단계에서 미국 정부를 해체한다는 생각은 흑인, 퀴어, 장애인에게 부여된 보호를 무효화하고, 이민 관련 외교 정책을 중단하는 것이다. 이 그룹들에는 항상 인종차별적이고 우생학적인 하위 주제가 있다. 그것이 전쟁의 기본이다. 그것은 누가 살아야 하는지에 관한 것이다. 그들이 시행되어야 한다고 생각하는 정책이나 전략의 종류에 대해 이야기하기 시작하면 수사가 백인 우월주의 이념을 지지하는 방식을 벗어날 수 있다고 생각하지 않는다."
부갈루 운동은 민병대로도 묘사되었다. 가디언에 기고한 로이스 베켓은 이 운동을 1990년대와 2000년대의 우익 반정부 민병대 및 애국 운동과 비교하며, "지지자들은 현 연방 정부를 불법으로 간주하면서도 깊이 애국적이다. 그들은 헌법을 숭배하고 자신들을 미국의 건국 아버지들의 진정한 후손으로 여긴다. 그들의 관점에서 현 미국 의원들은 독립 전쟁 당시 점령군인 영국군과 같다. 온라인에서 판매되는 '부갈루' 관련 상품 중에는 현대적인 AR-15 스타일 소총으로 무장한 조지 워싱턴의 이미지가 있다." 반명예훼손연맹 (ADL) 산하 극단주의 연구센터의 마크 피트카비지는 부갈루 운동의 법 집행에 대한 경멸이 다른 민병대 그룹과 가장 강력하게 구별되는 요소라고 언급했다.

### 구조 및 구성원
부갈루 그룹은 종종 더 큰 부갈루 운동의 일부로 묘사되지만, 반정부 극단주의 그룹을 연구하는 조지 워싱턴 대학교 연구원 J. J. 맥냅은 이 특성화에 동의하지 않는다고 말했다: "참가자 대부분이 하와이안 셔츠를 입기 전에 쓰리 퍼센터스나 민병대와 같은 반정부 무장 단체 또는 백인 우월주의 단체에서 급진화되었기 때문에, 부갈루는 현재 독립적인 운동으로 간주되어서는 안 된다." 2020년 7월 16일 미국 하원 국토안보 정보 및 대테러 소위원회에서 증언하면서, 맥냅은 부갈루 운동이 "실제로 운동이 아니다. 그것은 복장 규정이고, 말하는 방식이며, 전문 용어이다. 그 구성원들은 다른 극단주의 그룹, 주로 페이스북에서 왔다. 그들은 민병대였을 수도 있고, 백인 우월주의 [그룹]이었을 수도 있다. 그들은 어딘가에서 그것을 주워 입었고, 하와이안 셔츠를 입었지만, 그들은 별개의 운동으로 취급되며, 문제는 그들이 온 근본적인 영역을 무시한다는 것이다." 벨링캣과 SPLC는 또한 민병대, 애국 운동 그룹, 프라우드 보이즈를 포함하여 독자적인 정체성을 가진 다른 그룹들이 부갈루 밈을 채택했다고 밝혔다.
부갈루 운동은 일부 현역 군인과 퇴역 군인을 끌어들였다. 현역 및 전역 군인의 수는 전체 운동 규모에 비해 적다고 여겨지지만, 극단주의 연구원 캐슬린 벨루는 그들의 참여가 "폭발물 전문 지식을 전수하거나 도시 전쟁 전문 지식을 공유하는 등" "변두리 운동의 영향을 극적으로 확대할 수 있는" 위협 때문에 "가볍게 여겨서는 안 되는 문제"라고 말했다. 국방부와 연관된 네바다 남성 세 명에 대한 테러 혐의 기소 이후, 미국 해군 범죄수사국 (NCIS)은 2020년 6월 보고서에서 다음과 같이 밝혔다: "부갈루를 신봉하는 인종적 동기의 폭력적 극단주의(RMVE) 운동은 전투 훈련에 대한 인지된 지식을 위해 군인 또는 전역 군인을 모집하는 개념적 논의에 참여해 왔다.... NCIS는 국방부와 연관된 개인이 부갈루 운동에 동정하거나 참여할 가능성을 배제할 수 없다." 2020년 6월 기준 기준, 캘리포니아에서 발생한 2020년 부갈루 살인 사건의 용의자를 포함하여 부갈루 운동과 연관된 혐의로 체포된 네 명의 남성은 퇴역 군인이거나 현역 군인이다.

## 역사

### 출현
폭력적인 봉기 또는 내전을 의미하는 "부갈루"를 언급하는 밈은 2010년대 초 반정부 및 백인 우월주의 온라인 커뮤니티에서 동시에 발전했다. SPLC에 따르면, 두 가지 유형의 커뮤니티는 인종차별적 폭력 또는 인종 전쟁을 지칭하기 위해 이 용어를 정기적으로 사용했다. 네트워크 전염병 연구소(NCRI)와 미들베리 CTEC의 연구원들은 부갈루 밈과 이후 이를 기반으로 한 운동의 기원을 이미지보드 웹사이트 4chan에 부분적으로 추적했는데, 이 밈은 종종 "인종 전쟁"과 "dotr"(끈의 날, 게시자들이 "인종 배신자"라고 여기는 사람들을 살해하는 환상을 의미하는 신나치주의 용어)에 대한 언급과 함께 나타났다. 4chan의 무기 토론 게시판인 /k/에서는 이 용어가 적어도 2012년까지 거슬러 올라가는 게시물에서 발견되었다. 벨링캣 연구원들에 따르면, /k/ 사용자들은 정치 토론 게시판인 /pol/ 사용자들과 겹치며, 이곳에서는 "극단적인 백인 민족주의"가 "기본적인 이념적 입장"이다. 연구원들은 /k/ 게시판을 백인 민족주의자로 간주하지 않으며, 커뮤니티는 정치적 토론을 적극적으로 권장하지 않지만, 인종차별적 콘텐츠가 흔하다고 지적한다. CTEC 연구원들은 이 운동의 성장을 /k/ 게시판에 기인하지만, 밈 자체도 "두 커뮤니티 간의 상당한 사용자 중복으로 인해 인종차별적 게시판인 /pol/에서 유기적으로 성장했다"고 기록한다. 부갈루 밈은 다른 온라인 커뮤니티로 확산되었고 SPLC는 2015년까지 부갈루가 "인터넷에서 가장 폭력적인 인종차별적 공간 중 일부에서 잘 확립된 밈"이었다고 기록했다. 그들은 지금은 없어진 아이언 마치 웹사이트에서 이 밈의 사용이 2013년으로 거슬러 올라간다고 추적했는데, 이 웹사이트는 신나치주의 테러 조직인 아톰바펜 사단의 발상지로 알려진 파시스트 및 신나치주의 웹 포럼이다.

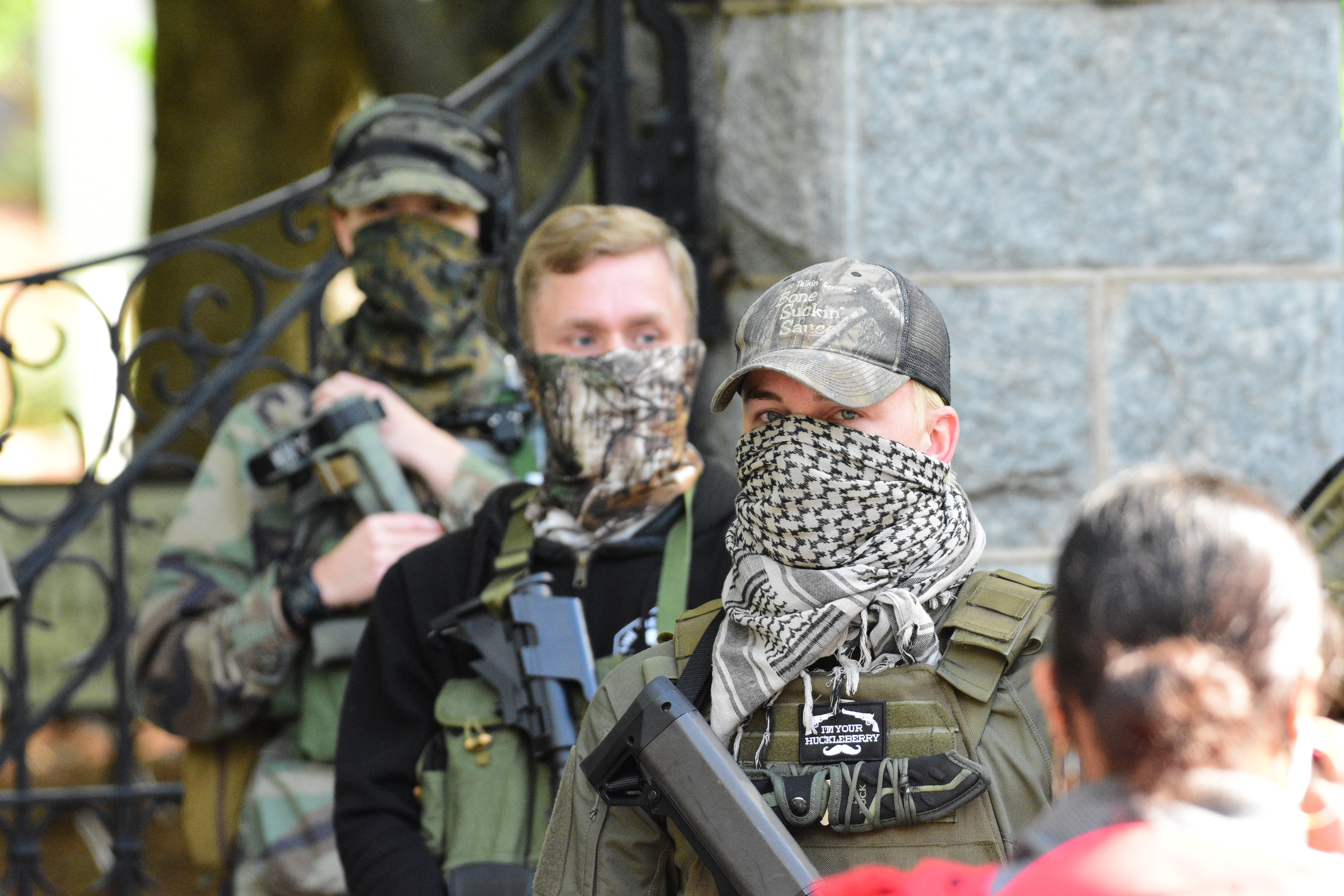
2020년 5월 롤리에서 "블루 이글루" 행사에 참여하는 부갈루 지지자들

극단주의 연구자들은 2019년에 민병대, 총기 권리 운동, 백인 우월주의 그룹을 포함한 소수 그룹 사이에서 부갈루라는 단어가 부갈루 운동의 맥락에서 사용되는 것을 관찰하면서 주목하기 시작했다. 엘론 대학교의 컴퓨터 과학 교수이자 온라인 극단주의 연구원인 메건 스콰이어는 2019년 여름 텔레그램 메시징 앱의 백인 우월주의자들 사이에서 이 용어가 인종 전쟁을 묘사하는 데 사용되기 시작하는 것을 관찰했다. NCRI 연구원들은 2019년 말부터 2020년 초까지 페이스북과 트위터에서 부갈루라는 용어 사용이 50% 증가했음을 발견했다. 그들은 2019년 11월 군 참전 용사가 경찰과의 대치 중에 인스타그램에 부갈루를 언급하는 콘텐츠를 게시한 바이럴 사건과 2019년 12월 도널드 트럼프 탄핵으로 인한 인기도 급증을 원인으로 돌린다. 부갈루 운동은 미국의 코로나19 범유행 확산을 늦추기 위해 시행된 봉쇄 이후 인기가 더욱 급증했으며, 기술 투명성 프로젝트(Tech Transparency Project)는 당시 도널드 트럼프 대통령이 봉쇄된 주를 "해방"하라는 트윗에 부갈루 그룹이 고무된 것으로 보인다고 관찰했다. 기술 투명성 프로젝트는 부갈루 페이스북 그룹의 60%가 팬데믹 봉쇄 이후 등장하여 수만 명의 팔로워를 모았음을 발견했다. 페이스북 대변인은 5월 1일부로 페이스북과 인스타그램이 "무장 폭력을 묘사하는 진술 및 이미지와 함께 ['부갈루' 및 관련] 용어 사용을 금지"하도록 정책을 변경했다고 밝혔다.

#### 덩컨 렘프 총격 사건
2020년 3월 12일, 부갈루 페이스북 그룹 리더인 덩컨 렘프는 포토맥, 메릴랜드주의 자택에 대한 불시 단속 중 경찰의 총격으로 사망했다. 경찰은 렘프가 총기 소지 제한을 위반하고 있다는 제보를 바탕으로 불시 수색 영장을 발부받았다. 그러나 렘프의 가족은 그러한 제한을 알지 못했다고 말했다. 렘프의 가족은 또한 그가 경찰에 의해 살해되었을 때 잠들어 있었다고 주장했다. 일부 극우 단체들은 렘프가 그의 반정부 신념과 부갈루 운동 내에서의 지위 때문에 경찰에 의해 살해되었다고 주장했다. 조지 워싱턴 대학교 극단주의 프로그램 연구원 J. J. 맥냅은 렘프를 부갈루 운동의 "순교자"로 묘사하며, 그의 죽음 이후 부갈루 그룹 구성원들 사이에서 경찰에 대한 반감이 증가하여 "가까운 미래"에 경찰에 대한 폭력으로 이어질 수 있다고 경고했다. 일부 부갈루 운동 지지자들은 "우리는 덩컨 렘프다", "그의 이름은 덩컨 렘프였다"와 같은 문구를 사용하며, 뉴욕 타임스는 이를 "만트라처럼 반복한다"고 말했다. 부갈루 지지자들은 렘프의 여자친구 인스타그램 계정에 언젠가 그의 죽음에 대한 복수를 맹세하는 글을 올렸다.

### 오프라인 활동
부갈루 운동의 지지자들은 친총기 권리 시위, 코로나19 봉쇄 반대 시위, 그리고 2020년 5월에 시작하여 연말까지 계속된 조지 플로이드 시위에 참석하는 것이 목격되었다. 이 운동의 신봉자들은 겉보기에 다른 소속을 가진 다른 사람들이 시작한 행사나 시위에 예기치 않게 나타날 수도 있다.
2020년 1월, 부갈루 그룹의 구성원들은 버지니아 시민 방위 연맹이 주최한 총기 권리 집회인 2020 VCDL 로비의 날에 참석했다. 버지니아 주지사 랄프 노덤은 무장 민병대 그룹이 수도를 습격할 것이라는 정보에 대한 대응으로 집회 당일 비상사태를 선포했다. 주최측이 예측한 5만 명의 참석자 중 절반도 안 되는 인원만 시위에 실제로 나타났고 행사는 평화롭게 끝났다. 매년 열리는 이 집회는 2019년 버지니아 비치 대량 총격 사건 이후 버지니아 주 의회에서 여러 총기 규제 법안이 진행되면서 2020년에 특히 논란이 많았다. 여기에는 지역 사회가 장소와 기능에서 총기를 금지할 수 있도록 허용하는 것, 경찰이 자신이나 다른 사람에게 위험하다고 간주되는 사람들의 무기를 압수할 수 있도록 하는 레드 플래그 법안, 총기를 구매하거나 이전할 때 배경 조사를 요구하는 법, 그리고 한 달에 구매할 수 있는 권총의 수를 제한하는 법이 포함되었다.
이 운동의 지지자들은 4월 중순부터 미국 전역에서 시작된 봉쇄 반대 시위에도 참석하는 것이 목격되었는데, 여기에는 워싱턴, 테네시, 뉴햄프셔가 포함된다. 그들은 코로나19 팬데믹 확산을 늦추기 위해 주 및 지방 정부가 부과한 봉쇄 및 관련 제한을 정부의 과도한 개입으로 간주했으며 일부는 이를 "폭정"으로 묘사했다. 일부 부갈루 그룹 구성원들은 주 봉쇄 명령에 반하여 재개장을 원하는 사업체에 무장 보호를 제공했다.

#### 조지 플로이드 시위

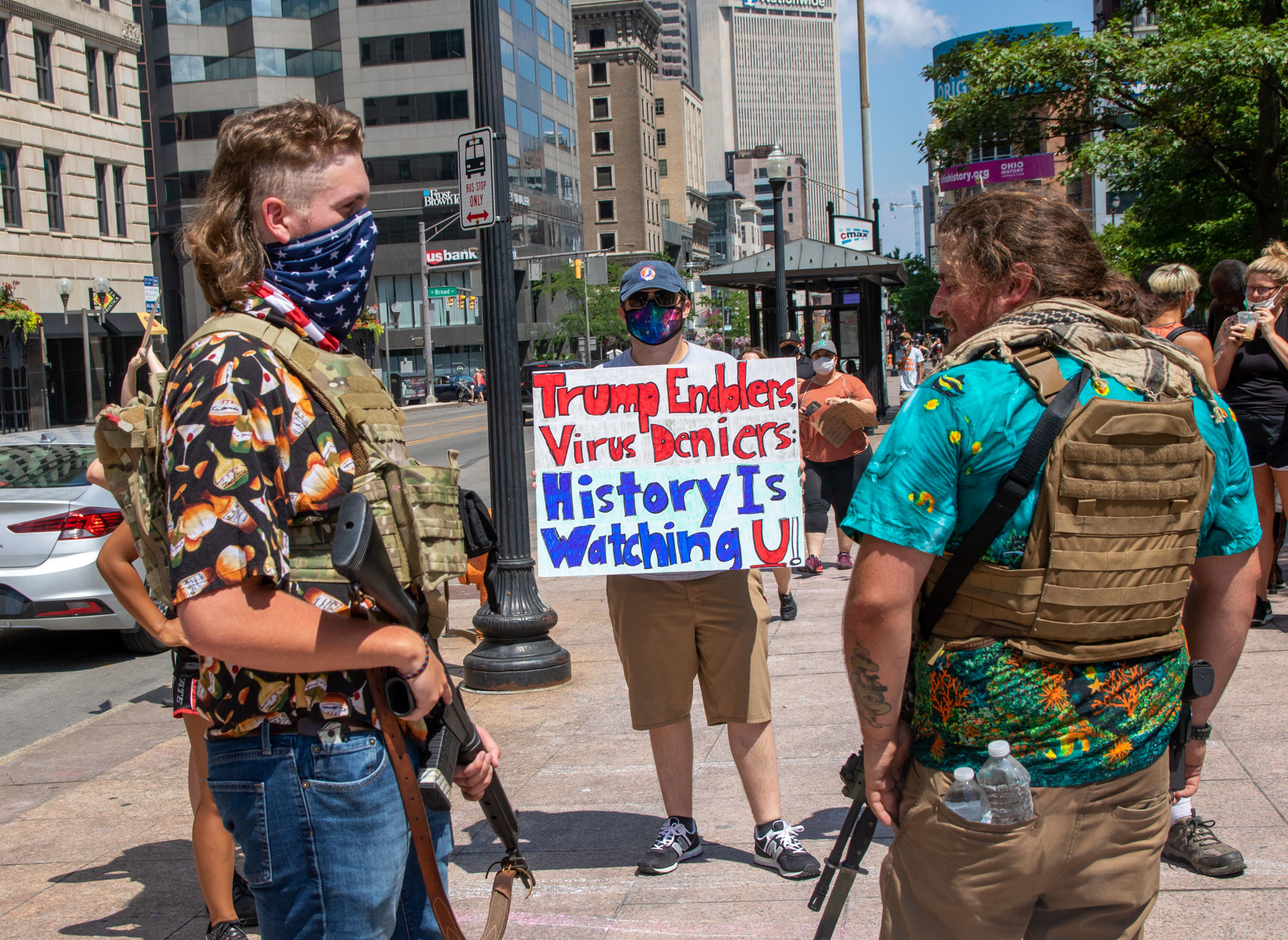
2020년 7월 18일 콜럼버스 시위에서 부갈루 지지자들 (전경)

부갈루 그룹의 일부 구성원들은 조지 플로이드 살해 사건에 대한 대응으로 2020년 5월부터 미국 전역에서 발생한 시위에 참석했다. 2020년 7월 25일, 부갈루 운동에 동조하고 반인종차별주의적, 자유지상주의적, 반경찰적 견해를 표명했던 28세의 Black Lives Matter 시위자 개럿 포스터는 시위대 속으로 차량을 가속하던 운전자와의 다툼 중 총에 맞아 사망했다. 바이스에 따르면, 부갈루 그룹은 Black Lives Matter 운동의 동맹으로 자리매김하려 했지만, 일반적으로 미국의 경찰 폭력을 인종 문제로 다루는 것을 피했다. 극단주의 연구원 로버트 퓨트렐은 시위에 참석한 부갈루 운동 지지자들의 다양한 동기에 대해 다음과 같이 말했다: "일부 부갈루 보이즈는 반경찰적 정서를 공유한다. 일부는 시위대로부터 사업체를 보호하겠다고 맹세하며 자칭 보안 역할을 한다. 일부는 시위를 감시한다고 말한다. 일부는 시위대를 적대하려는 백인 우월주의자들이다." 일부 온라인 부갈루 그룹의 게시물은 경찰서를 약탈하고 정부 건물을 불태우라고 촉구했으며, 일부는 1992년 로스앤젤레스 폭동 당시 건물 옥상에서 약탈자들에게 총을 쏜 한국인 상인들을 언급하는 "옥상 위의 한국인들"을 모방한 행동을 장려했다. 조지 플로이드 시위에 참석한 부갈루 지지자들과 관련된 여러 범죄 사건이 있었으며, 보안 계약자와 경찰관 살해 사건도 발생했는데, 이들은 부갈루 운동과 관련된 두 남성이 자신들의 공격을 저지르기 위한 방해책으로 시위를 이용한 것으로 추정된다.

### 온라인 활동
부갈루 운동에 속하는 그룹들은 페이스북, 인스타그램, 트위터, 레딧과 같은 주류 온라인 플랫폼, 디스코드와 텔레그램의 채팅방, 그리고 4chan과 같은 잘 알려지지 않은 플랫폼에서 활동한다. 온라인 극단주의 연구원 메건 스콰이어는 2019년 여름 백인 우월주의 텔레그램 채팅방에서 부갈루에 대한 언급을 관찰했는데, 이는 같은 해 9월 총기 포럼에서 이 운동이 인기를 얻기 전이었다. 바이스는 또한 부갈루 밈이 틱톡 동영상 공유 애플리케이션에서 인기가 많았다고 지적했는데, 2020년 6월 현재 #Boogaloo 해시태그는 200만 회 이상의 조회수를 기록했지만, 많은 게시자들이 이 운동의 진지한 지지자는 아닌 것으로 여겨진다.
소셜 미디어 회사들은 부갈루 콘텐츠 및 그룹을 제한하기 위한 조치를 취했다. 그러나 스콰이어는 2020년 6월 중순에 페이스북의 정책 및 시행 변경에도 불구하고 플랫폼과 디스코드, 레딧의 부갈루 그룹 회원은 꾸준히 유지되거나 증가했다고 관찰했다.

## 범죄 및 폭력
부갈루 운동과 연관된 사람들이 체포되었고, 5명이 부갈루 수사와 관련하여 사망한 것으로 공개적으로 알려졌다. 이 운동과 관련된 사람들에 대한 혐의 중 일부는 살인, 화재 및 폭발물에 의한 손상 및 파괴 음모, 미등록 총기 소지, 평화 유지 경찰관에 대한 테러 위협, 폭동 선동, 가중 평화 방해, 그리고 마약 혐의가 포함된다.

### 캘리포니아 경찰 및 보안관 살인 사건
미국 공군 병장 스티븐 카릴로는 2020년 6월 6일 샌타크루즈군 부보안관 살해 혐의와 5월 29일 오클랜드에서 연방경호국(Federal Protective Service) 경찰관 살해 혐의로 기소되었다. 공격 당시 카릴로는 안전하지 않은 외국 비행장에서 미군 병력을 경호하는 임무를 맡은 정예 공군 부대의 현역 병사였다. 카릴로는 자신이 탈취한 차량의 보닛에 자신의 피로 "부그"와 "나는 불합리해졌다"(부갈루 그룹 사이에서 인기 있는 밈) 그리고 "양당제를 멈춰라"라는 문구를 썼다. 살인에 사용된 것으로 추정되는 흰색 밴에서는 부갈루 상징이 있는 패치와 별 대신 이글루가 그려진 미국 국기 형태의 부갈루 상징이 있는 방탄 조끼도 발견되었다.
FBI는 이 범죄들을 부갈루 운동과 연관시키고 카릴로와 공범이 인종 불평등에 대한 최근 시위를 경찰 공격의 구실로 사용했다고 밝혔다. 수사를 담당한 FBI 요원은 기자회견에서 그 남성들이 시위에 참여할 의도가 없었다고 말하며: "그들은 경찰을 죽이러 오클랜드에 왔다"고 말했다.
카릴로는 연방 살인 혐의에 대해 유죄를 인정했으며 2022년 6월 41년형을 선고받았고, 다른 주 중범죄 혐의는 계류 중이다.

### 미시간 주지사 그레천 휘트머 납치 계획
2020년 10월 8일, 미시간주 기반 민병대 그룹인 울버린 워치맨과 관련된 남성 6명에 대한 연방 기소장이 공개되었다. 이 기소장은 이 남성들이 미시간 주지사 그레천 휘트머를 납치하고 주 정부를 폭력적으로 전복시키려 공모한 혐의로 기소되었다. FBI는 2020년 초 극우 그룹 간의 통신이 발견된 후, 그리고 더블린 회의에서 12명 이상의 개인을 만난 잠복 요원을 통해 이 계획을 알게 되었다. 다른 7명의 남성들은 이 계획과 관련하여 주 범죄 혐의로 기소되었다.
검찰은 체포된 일부 용의자들과 더 넓은 부갈루 운동 사이의 연관성을 주장했다. 주 수사 과정에서 제출된 진술서에 따르면, 주 차원에서 기소된 7명의 남성은 "부갈루"를 준비하기 위해 총기 훈련과 전술 훈련에 참여해 왔다. 이 그룹의 리더는 온라인에서 "부갈루 번연"으로 알려져 있었다. NBC 뉴스의 용의자 소셜 미디어 프로필 조사 결과, 휘트머 주지사가 미시간주의 코로나19 범유행을 완화하기 위해 주 전체 봉쇄를 시행한 후 급격한 온라인 급진화가 발견되었다.

### 조지 플로이드 및 Black Lives Matter 시위 중 행동

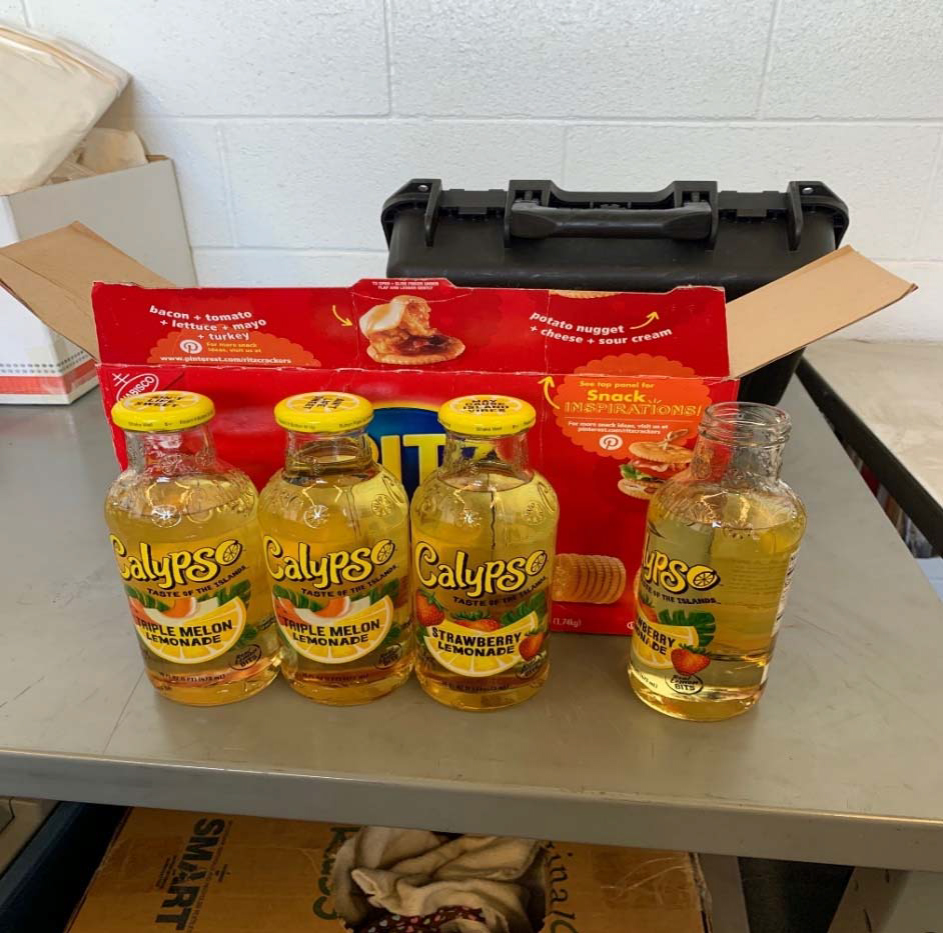
2020년 네바다에서 부갈루 운동 개인이 소지한 것으로 추정되는 화염병

2020년 5월 말 미니애폴리스에서 발생한 조지 플로이드 시위의 여파로 부갈루 운동 구성원 3명이 연방 혐의에 대해 유죄를 인정했다. 5월 25일 조지 플로이드 살해 후 폭동이 발생하자 뉴브라이튼의 마이클 로버트 솔로몬은 혼란이 내전으로 이어지고 그 책임이 Black Lives Matter 운동에 전가되기를 바라며 부갈루 운동 구성원들을 참여하도록 모집했다. 햄프스테드의 벤자민 라이언 티터와 보언의 이반 해리슨 헌터는 혼란에 참여하기 위해 미니애폴리스로 여행한 사람들 중 하나였다. 폭동이 진정된 후, 부갈루 지지자들은 남아메리카에 훈련 시설을 구매하기 위한 자금을 모으려 했다. 솔로몬과 티터는 하마스 조직원인 척하는 FBI 정보원과 연결되어 무기를 공급하기로 합의했으며, 트윈 시티스 대도시 지역의 법원을 폭파할 계획도 세웠다. 솔로몬과 티터는 계획이 실행되기 전인 2020년 9월 연방 요원들에게 체포되었다. 두 사람은 연방 테러 혐의에 대해 유죄를 인정했으며, 티터는 2020년 12월, 솔로몬은 2021년 5월에 유죄를 인정했고, 최대 20년의 징역형에 직면할 수 있었다.

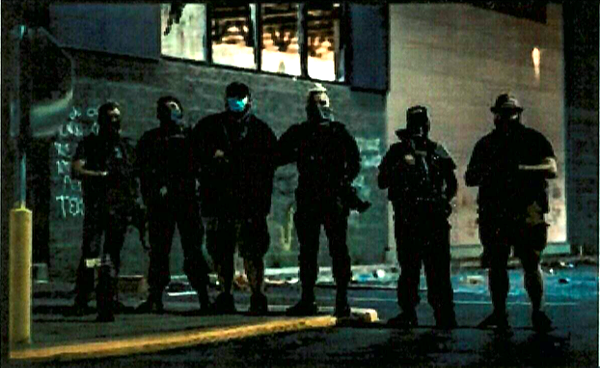
FBI 촬영, 2020년 5월 미니애폴리스의 부갈루 운동 지지자들

2020년 10월 23일, 미네소타 지방검찰청은 보언의 이반 해리슨 헌터에게 연방 폭동 혐의를 제기했다고 발표했다. 기소 서류에서 헌터가 민간인이 안에 있을 것으로 추정되는 미니애폴리스 경찰서 제3지구 건물에 AK-47 스타일의 반자동 소총으로 13발을 발사했다고 진술했다. 헌터는 자신을 남부 텍사스에 있는 부갈루 그룹의 리더라고 경찰관들에게 밝혔다. 체포 며칠 전, 헌터는 오스틴에서 다른 두 남자와 함께 트럭에 탄 채 정차되었다. 이 그룹은 권총, AK-47 스타일 소총, AR-15 스타일 소총으로 무장했으며, 조끼에 많은 탄창을 부착하고 있었다. 기소장에서 헌터는 스티븐 카릴로에게 "경찰 건물로 가라"고 문자 메시지를 보냈다고 추가로 주장되었다. 카릴로는 "내가 더 잘했어 lol."라고 답했다. (이 문자 메시지 교환 몇 시간 전, 카릴로는 오클랜드 공격에서 연방 보안관 데이비드 패트릭 언더우드를 살해했으며, 카릴로는 2022년 2월 이 범죄에 대해 유죄를 인정했다. 미니애폴리스 경찰서 공격 이틀 후, 헌터는 카릴로에게 "잠시 숲에 있어야 한다"며 돈을 요구했다. 카릴로는 캐시 앱 결제를 통해 그에게 200달러를 제공한 것으로 알려졌다. 헌터는 2021년 9월 2020년 5월 미니애폴리스 사건 개입에 대해 연방 폭동 혐의에 대해 유죄를 인정했으며, 징역 4년과 3년의 보호 관찰을 선고받았다.
2020년 5월, 부갈루 운동의 구성원이라고 밝힌 세 명의 남성이 라스베이거스, 네바다주에서 FBI에 의해 체포되었다. 4월부터 변전소 폭파를 계획해 왔던 이 남성들은 대신 조지 플로이드 시위에 집중하기로 결정했다. 며칠 전 라스베이거스에서 열린 봉쇄 반대 시위에서 그들은 비밀 정보원에게 "라스베이거스 전역에서 시민 불안과 폭동을 일으키기를 바라며" 폭발을 사용하여 플로이드 시위에서 폭력을 선동할 의도라고 말했다. 5월 30일 시위로 가는 길에 그들이 통에 휘발유를 채우고 화염병을 만드는 것이 발견되어 체포되었으며, 각각 화재 및 폭발물에 의한 손상 및 파괴 음모, 미등록 총기 소지 혐의로 연방 범죄 혐의로 기소되었다. 그들은 또한 주 법원에서 중범죄 공모, 테러, 폭발물 소지 혐의로 기소되었다. 이 남성들은 주 및 연방 혐의에 대해 무죄를 주장했다. 이 세 명의 남성 각각은 군과 관련이 있었다: 한 명은 해군 참전 용사였고, 다른 한 명은 육군 예비역이었으며, 세 번째는 공군 참전 용사였다. 2022년 현재까지도 이 세 명의 사건은 COVID-19와 변호사들의 요청으로 인해 재판이 지연되고 있다.
2020년 6월 5일, 조지 플로이드 시위에서 폭동을 선동하려 한 혐의로 리칠랜드군, 사우스캐롤라이나주에서 두 남성이 체포되었다. 경찰은 이 남성들이 부갈루 운동과 관련이 있다고 보고 있다. 두 남성 모두 체포될 때 하와이안 셔츠를 입고 있었으며, 한 명은 부갈루 패치와 깃발을 가지고 있었고, 다른 한 명은 권총 두 자루와 장총포 두 자루를 가지고 있었다.
2020년 6월, 연방 당국은 텍사스주 랭커스터의 퍼스널 트레이너인 필립 러셀 아치볼드를 체포했는데, 그는 부갈루 운동과 관련이 있었다. 아치볼드는 스테로이드 밀매 조직을 운영한 혐의로 체포되었으며, 그의 자택 수색 중 경찰은 스테로이드와 총기를 발견했다. 그는 이전에 소셜 미디어에 플로이드 시위에 배치된 주방위군 대원들을 상대로 "유격전"을 사용하고, 약탈자들에게 폭력을 행사하고, "안티파를 사냥"하는 것에 대해 게시했었다. 2021년, 아치볼드는 마약 유통 공모 혐의와 총기 혐의에 대해 유죄를 인정했다.

### 기타 사건
2019년 11월 23일, 한 경찰관이 뉴욕주 마호팩에 사는 28세의 아프가니스탄 전쟁 참전 용사의 집에 접근하여 가정폭력 혐의를 조사했다. 남자가 나오기를 거부하자 경찰은 그의 집 주위에 경비선을 설치했다. 남자는 자신의 총기 테마 인스타그램 계정("위스키 워리어 556"이라는 사용자 이름 사용)으로 사건을 생중계하기 시작했다. 갑옷을 입고 칼을 든 남자는 경찰이 주 레드 플래그 법에 따라 30발 탄창을 압수하러 왔다고 믿었다. 대치 중, 그는 인스타그램에서 생중계를 시작하며 부갈루를 언급하고 밈을 게시했다. 그는 이 사건 동안 10만 명 이상의 팔로워를 얻었으며, 그 중 일부는 그에게 경찰에 항복하지 말라고 촉구했다. 자신도 많은 팔로워를 가진 한 팔로워는 다른 사람들에게 도시로 와서 "배신자들을 쏴 죽이라"고 격려했다. 남자의 게시물은 점점 더 위협적으로 변했지만, 그는 7시간의 대치 끝에 경찰에 항복했다. 그는 가정폭력 혐의로 체포되었다. 카운티 보안관 사무실은 남자의 주장이 무기와 관련이 있다는 것을 부인하며 집에서 총기나 탄창을 발견하지 못했다고 보고했다. 이 사건은 이후 4chan /pol/ 게시판과 다른 부갈루 사이트 및 우익 민병대 소셜 미디어 페이지에서 부갈루 관련 댓글의 큰 증가의 원인으로 지목되었는데, 팔로워들은 이 사건 동안 경찰에 전화 폭탄을 던져 방해하고 폭력을 선동하는 게시물을 올리며 조직화되었다.
2020년 4월 11일, 자칭 부갈루 보이인 38세의 애런 스웬슨은 경찰관을 살해하기 위한 수색을 페이스북 라이브로 생중계한 후 체포되었다. 생중계에서 스웬슨은 단독 경찰관을 매복 공격하기 위해 차를 몰고 돌아다니고 있다고 말하며("자신의 먹이를 찾고 있다"와 "폭군과 영국군을 사냥하고 있다"고 언급했다.) 보위군을 고속으로 밤새 추격한 경찰에 의해 그는 하와이안 셔츠와 세 자루의 총기, 156발의 탄약, 그리고 칼을 소지한 전술 조끼를 입은 채 체포되었다. 총기는 장전되어 있었다. 스웬슨은 자신의 페이스북 페이지에 부갈루 밈을 공유했고, 그의 라이브 스트림 동안 다른 운동 지지자들이 시청하고 댓글을 달았다. 그는 또한 덩컨 렘프 총격 사건 다음 날 하와이안 셔츠와 전투 조끼를 입고 "#HisNameWasDuncan" 해시태그를 사용한 사진을 페이스북에 게시했다. 스웬슨은 경찰관 살인 미수, 테러 협박, 차량을 이용한 체포 회피, 텍사스 증오 범죄법 위반 혐의로 유죄 판결을 받았고, 50년형을 선고받았다.
2020년 9월, 미네소타 연방 검찰은 뉴브라이튼 출신 30세 마이클 로버트 솔로몬과 햄프스테드 출신 22세 벤자민 라이언 티터에게 테러 혐의를 적용했다. 두 사람 모두 부갈루 보이즈와 "부자헤딘"이라는 하위 그룹의 구성원이었다. 이들은 하마스의 고위 구성원이라고 믿었던 위장 FBI 요원에게 자신들의 서비스를 "자산" 및 "용병"으로 제안하려 했다. 두 사람은 모두 지정된 외국 테러 조직에 물질적 지원을 제공하고 제공하려 한 공모 혐의로 기소되었다. 이들은 경찰, 법원, 정부 관료 및 기념물, 언론 구성원 등 다양한 잠재적 목표물을 공격하는 것에 대해 논의했으며, 때로는 주방위군 무기고에서 무기를 훔치거나 백인 우월주의자를 "암살"하고 다른 사람이 이를 기록할 가능성에 대해서도 논의했다. 솔로몬과 티터는 하마스 요원이라고 믿었던 사람(실제로는 위장 정보원)을 만났고, 정보원에게 다섯 개의 소음기와 3D 프린트된 "자동 시어"(반자동 소총을 완전 자동 소총으로 전환하는 장치)를 제공했다. 솔로몬과 티터 모두 유죄를 인정했다. 솔로몬은 징역 36개월과 보호관찰 5년을 선고받았다. 티터는 징역 48개월과 보호관찰 5년을 선고받았다.
2020년 10월 9일 발행된 더 데일리 비스트 기사에서, 지난 7일 동안 미시간 주지사 휘트머 납치 계획에 연루된 남성들의 체포를 포함하여 부갈루 운동과 관련된 총 16명의 개인을 체포하기 위한 4건의 주 및 연방 작전이 진행되었다는 점이 언급되었다. 이 기사는 체포 증가가 운동에 대한 법 집행의 관심 증가에 기인할 수 있지만, 부갈루 관련 개인 및 그룹의 범죄 활동 증가로도 설명될 수 있다고 지적했다.

### 2021년 미국 국회의사당 습격 참여
부갈루 운동 지지자들은 2021년 1월 6일 미국 국회의사당 공격에 참여했다. 일부는 상징적인 장비나 상징을 착용했다. 한 추종자는 자신이 지휘하는 여러 그룹이 국회의사당 습격에 가담하여 연방 정부에 타격을 가할 기회를 잡았다고 말했다. 폭도들은 또한 부갈루 테마를 반복하고 관련 용어를 사용하여 "부갈루"에 대한 준비를 표현했다. 미시간주 세인트클레어쇼어즈 출신 50세 스티븐 대니얼 설로우는 1월 6일 국회의사당 공격에 참여하기 전 "부갈루" 패치가 달린 군복 스타일의 장비를 착용했으며, 2022년 5월 국회의사당 습격 혐의에 대해 유죄를 인정했다.
"자유의 마지막 아들들"이라는 파벌이 특히 관련되어 있었으며, 이 그룹은 소셜 미디어에서 참여를 주장했다. 이 그룹의 여러 구성원이 체포되었다.

## 반응

### 법 집행 및 정부
연방 법 집행 기관 및 지원 단체들은 부갈루 운동과 관련된 폭력 가능성에 대한 경고 성명을 발표했다. 2020년 4월, 미국 해군 범죄수사국 (NCIS)은 이 운동과 그것이 경찰 및 정부 기관에 제기하는 잠재적 위험에 대한 위협 인식 메시지를 발표했다.

#### 2020–2021년 인종 불안 관련 위협
2020년 5월 29일, DHS가 발표한 메모는 극단주의 백인 우월주의 텔레그램 채널이 구성원들에게 조지 플로이드 시위 동안 폭력 행위를 저지르고 "부갈루를 시작"하도록 선동한다고 경고했다. 시위에서 폭동을 선동할 계획을 세운 것으로 알려진 네바다 남성 3명에 대한 테러 혐의 기소 이후, NCIS는 6월 4일 부갈루 지지자들이 전역 군인 또는 현역 군인을 모집하는 것에 대해 논의했으며, "국방부와 연관된 개인이 부갈루 운동에 동정하거나 참여할 가능성"을 배제할 수 없다고 경고하는 보고서를 발표했다. 2020년 6월 15일, 트럼프 행정부는 경찰과 공공 안전 기관에 부갈루 운동 지지자들이 워싱턴 D.C.를 표적으로 삼을 수 있다고 경고했다. DHS 및 기타 연방 국가 안보 및 법 집행 그룹을 지원하는 융합 센터인 국가 수도 지역 위협 정보 컨소시엄은 "콜럼비아 특별구는 미국 법 집행 기관의 상당한 존재와 이곳에서 개최되는 다양한 수정헌법 제1조 보호 행사를 고려할 때 부갈루 이념의 폭력적인 지지자들에게 매력적인 목표가 될 가능성이 높다"고 기록했다. 이 보고서는 또한 지지자들이 D.C.에 거주하거나 D.C.로 장거리를 여행할 준비가 되어 있을 수 있으며, "시민 불안을 선동하거나 온라인 포럼에서 장려되는 폭력을 저지를 수 있다"고 경고했다. 6월 19일, DHS는 유사한 결론을 내린 정보 보고서를 발표했으며, "부갈루를 옹호하는 국내 테러리스트는 높은 불안과 긴장을 수반하는 모든 지역 또는 국가 상황을 이용하여 그들의 폭력적인 극단주의 이념을 홍보하고 지지자들에게 행동을 촉구할 가능성이 매우 높다"고 밝혔다.
2020년 6월 26일, 법무부 장관 윌리엄 바는 시위를 방해하고 경찰관을 공격한 "반정부 극단주의자"를 수사하기 위한 법무부 태스크포스를 만들었다고 발표하며, 특히 부갈루 운동과 "안티파"를 태스크포스의 수사 대상으로 지목했다. 이 태스크포스는 변호사 크레이그 카르페니토와 에린 닐리 콕스가 이끌고 있다.
트럼프 행정부 구성원들은 부갈루 관련 폭력을 급진 좌파 활동가들에게 잘못 귀속시키고, 5월과 6월에 발생한 경찰 및 보안관 살인 사건이 인종 정의 시위와 관련이 있다는 부정확한 주장을 펼쳤다. 6월 1일, 도널드 트럼프 대통령은 연설에서 이 나라가 "전문 아나키스트, 폭력적인 폭도, 방화범, 약탈자, 범죄자, 폭동자, 안티파 등에게 사로잡혔다... 캘리포니아의 연방 경찰관, 아프리카계 미국인 법 집행 영웅이 총에 맞아 사망했다. 이것은 평화로운 시위 행위가 아니다. 이것은 국내 테러 행위이다."라고 말했다. 2020년 8월 26일 공화당 전당대회 연설에서 마이크 펜스 부통령은 데이브 패트릭 언더우드, 국토안보부 연방보안국 소속 경찰관이 오클랜드의 플로이드 시위에서 급진 좌파 활동가들에게 살해당했다고 암시했다. 오클랜드 시의회의 레베카 카플란 의원은 펜스의 살해 사건에 대한 "매우 오해의 소지가 있는 진술"을 비난하며 "펜스는 이 살해 사건을 Black Lives Matter 운동과 잘못 연결하려 했지만, 사실 이 운동은 살해 사건과 아무 관련이 없었다... 언더우드 씨의 비극적인 살해는 어떠한 시위의 일부가 아니라 폭력적이고 무장한 백인 우월주의자의 소행이었다... 펜스의 거짓말은 사회 정의를 위한 중요한 운동의 신뢰를 떨어뜨리고, 폭력적인 백인 우월주의 살인 행위의 책임을 다른 곳으로 돌리려는 시도이다."라고 말했다.

### 소셜 미디어 플랫폼
2020년 5월 1일, 페이스북은 폭력 및 선동 정책을 개정하여 "무장 폭력을 묘사하는 이미지 또는 진술과 함께 사용될 때" 부갈루 및 유사 용어를 금지했다. 2020년 6월 5일, 페이스북은 로이터 통신에 유사한 협회의 회원들에게 부갈루 운동 관련 그룹을 더 이상 추천하지 않음으로써 그러한 그룹을 찾기 어렵게 만들 것이라고 말했다. 페이스북은 또한 더 버지에 검색 결과에서 부갈루 관련 콘텐츠를 하향 조정할 것이라고 말했다. 2020년 6월 30일, 페이스북은 220개의 부갈루 그룹과 95개의 인스타그램 계정, 그리고 유사한 콘텐츠를 호스팅하는 400개 이상의 다른 그룹 네트워크를 제거했다고 발표했다. CNBC의 살바도르 로드리게스 기자는 이러한 제거가 페이스북 보이콧 와중에 발생했다고 언급했는데, 이 보이콧에는 코카콜라, 스타벅스, 폭스바겐과 같은 기업들이 "페이스북에 만연한 증오 발언과 잘못된 정보"로 인해 더 이상 플랫폼에 광고하지 않겠다고 발표했다. 부갈루 키워드를 사용한 갑옷 및 기타 제품에 대한 유료 광고는 제거되기 몇 달 전부터 페이스북과 인스타그램에서 실행되었다.
틱톡은 부갈루 운동과 관련된 해시태그를 숨기며, 콘텐츠 정책은 가상의 맥락에서 사용되거나 "사격장과 같이 안전하고 통제된 환경에서 사용될 때"와 같은 몇 가지 예외를 제외하고 총기가 포함된 비디오를 금지한다. 2020년 7월 2일, BBC 뉴스 기자는 플랫폼의 중재자에게 감지되지 않기 위해 다양한 방법을 사용한 사용자들의 많은 부갈루 관련 틱톡 게시물을 여전히 찾을 수 있었다.
트위터 대변인은 트위터가 부갈루 콘텐츠를 자유로운 표현으로 보고 해당 용어의 사용만으로 계정을 금지하지는 않지만, 이전 금지를 우회하려는 시도와 같이 다른 정책을 위반한 많은 계정을 금지했다고 말했다.
2020년 6월 24일, 바이스 기사인 테스 오웬은 가장 활발한 부갈루 커뮤니티 중 일부가 온라인 게임 사용자들에게 인기 있는 채팅 프로그램인 디스코드에 있다고 썼다. 이 기사(군인들이 자신들의 전문 지식을 공유하는 디스코드 서버의 스크린샷 포함)가 출판된 후, 디스코드는 해당 서버를 폐쇄하고 구성원들의 계정을 삭제했으며, "폭력을 위협하고 조장하는" 디스코드 정책을 위반했다고 판단했다. 2,258명의 사용자를 보유한 이 서버는 디스코드에서 가장 큰 부갈루 커뮤니티로 여겨졌다. 이 커뮤니티는 디스코드에서 제거된 후 서브레딧을 만들고 이전했지만, 레딧은 곧 해당 서브레딧을 금지했다.
스스로를 부갈루 운동의 "언론 플랫폼"이라고 묘사한 웹사이트인 트리 오브 리버티는 2021년 1월 12일 클라우드 호스팅 제공업체에 의해 오프라인으로 전환되었다. 이 웹사이트는 2020년 9월부터 몬트리올의 서버에서 호스팅되었으며, 중재자는 이를 DHS 데이터 관할권 밖에 두었다고 믿었지만, CBC 뉴스의 질문을 받은 후 서비스 제공업체는 이를 중단했다.

## 같이 보기
- 가속주의
- 미국의 민병대 조직 목록
- 급진 우파 (미국)